# San Fructuoso (Barós)

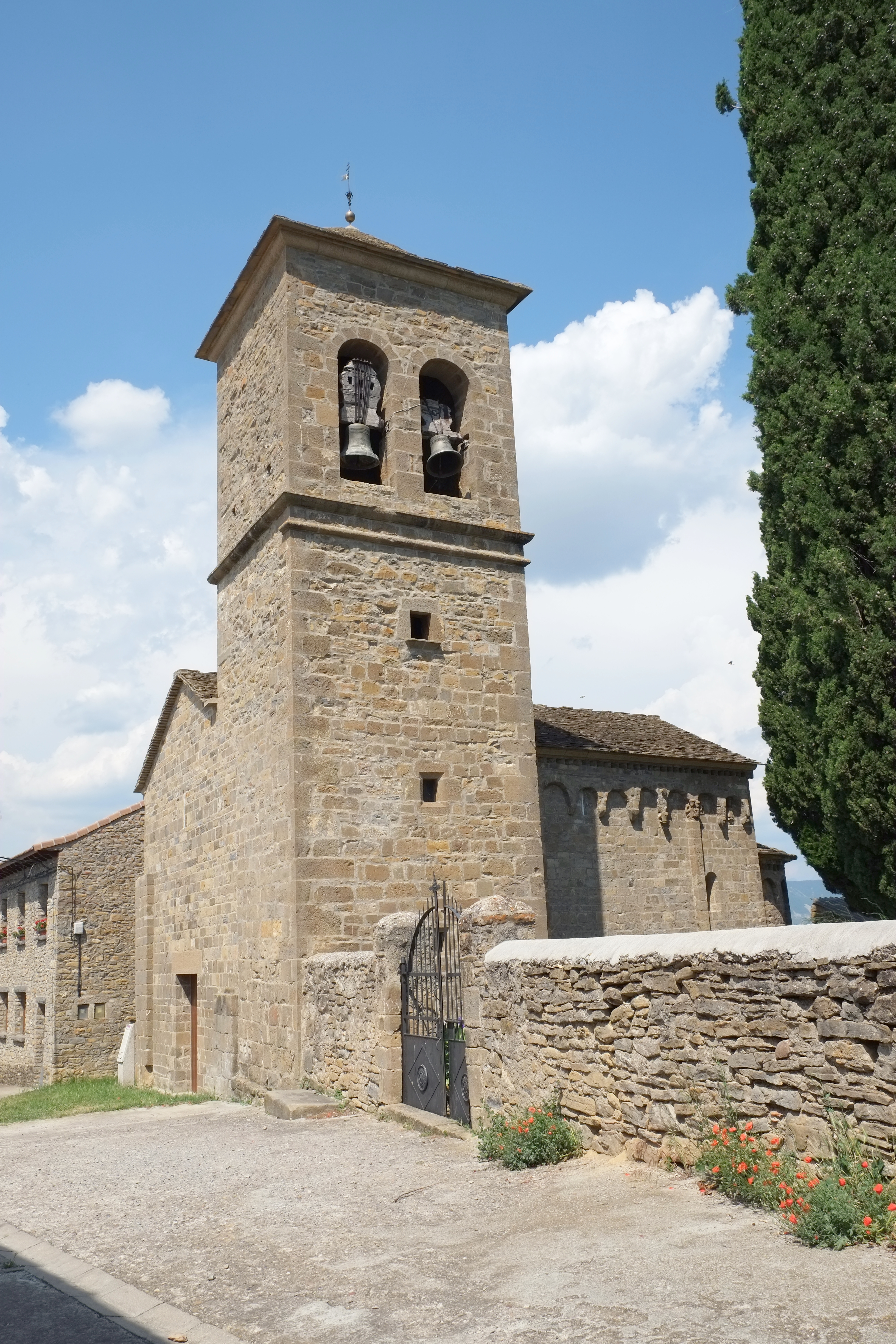
Kirche San Fructuoso in Barós

Die römisch-katholische Pfarrkirche San Fructuoso in Barós, einem Ortsteil der Gemeinde Jaca in der spanischen Provinz Huesca der Autonomen Gemeinschaft Aragonien, wurde im 12. Jahrhundert errichtet. Die Pfarrkirche ist seit 2002 ein geschütztes Baudenkmal (Bien de Interés Cultural).

## Beschreibung
Die einschiffige Kirche besitzt eine halbrunde Apsis. Im 16. Jahrhundert wurde eine quadratische Kapelle hinzugefügt. Der quadratische Turm stammt aus dem 18. Jahrhundert. Das obere Stockwerk, das Klangarkaden besitzt, wird durch ein Gesims abgetrennt.
Die aus sorgfältig gearbeiteten Hausteinen errichtete Kirche besitzt noch das ursprüngliche Südportal und einen später geschaffenen Zugang im Westen. Die Fassade wird von lombardischen Bögen und Reliefs mit der Darstellung von Figuren und Pflanzenmotiven geschmückt.

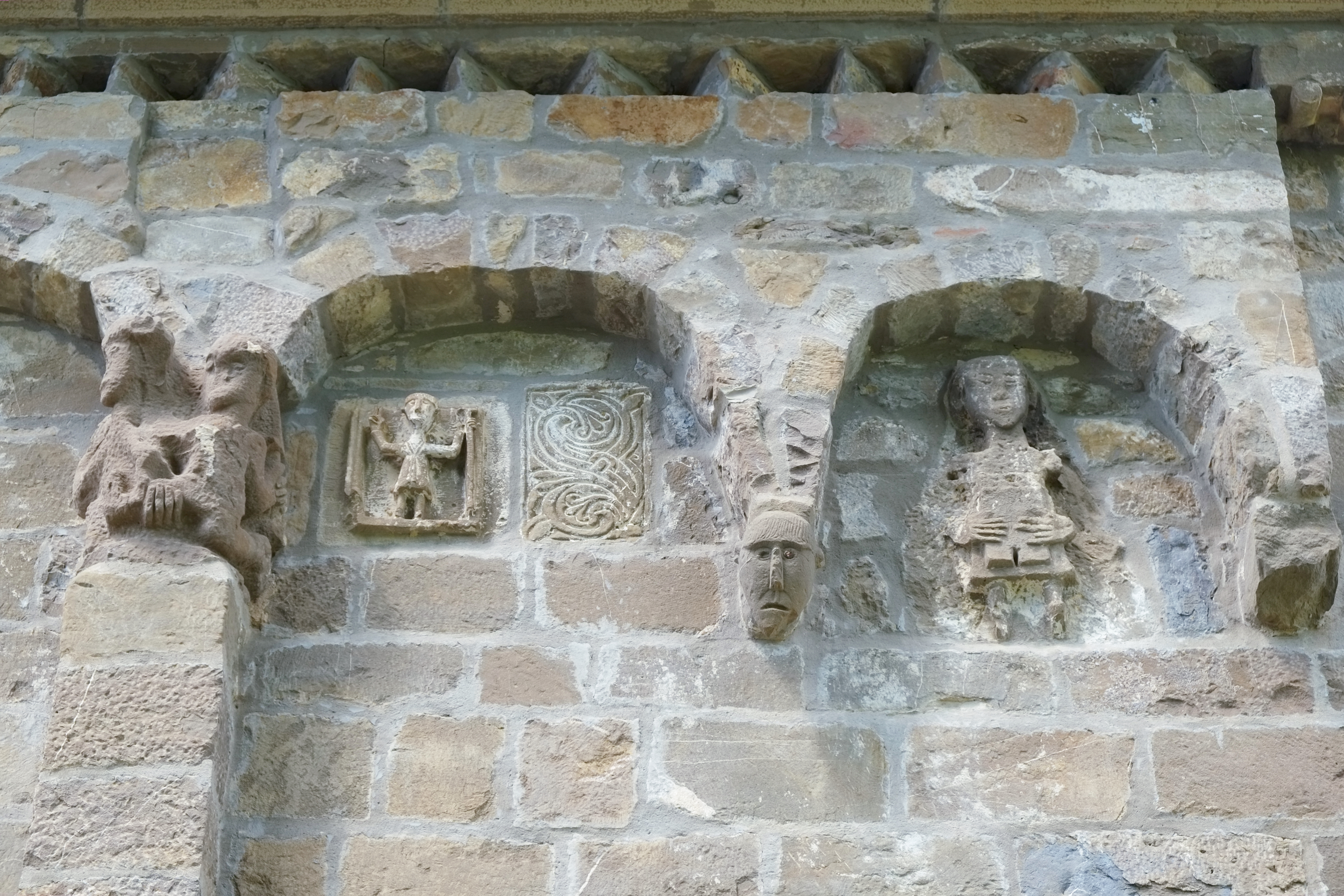
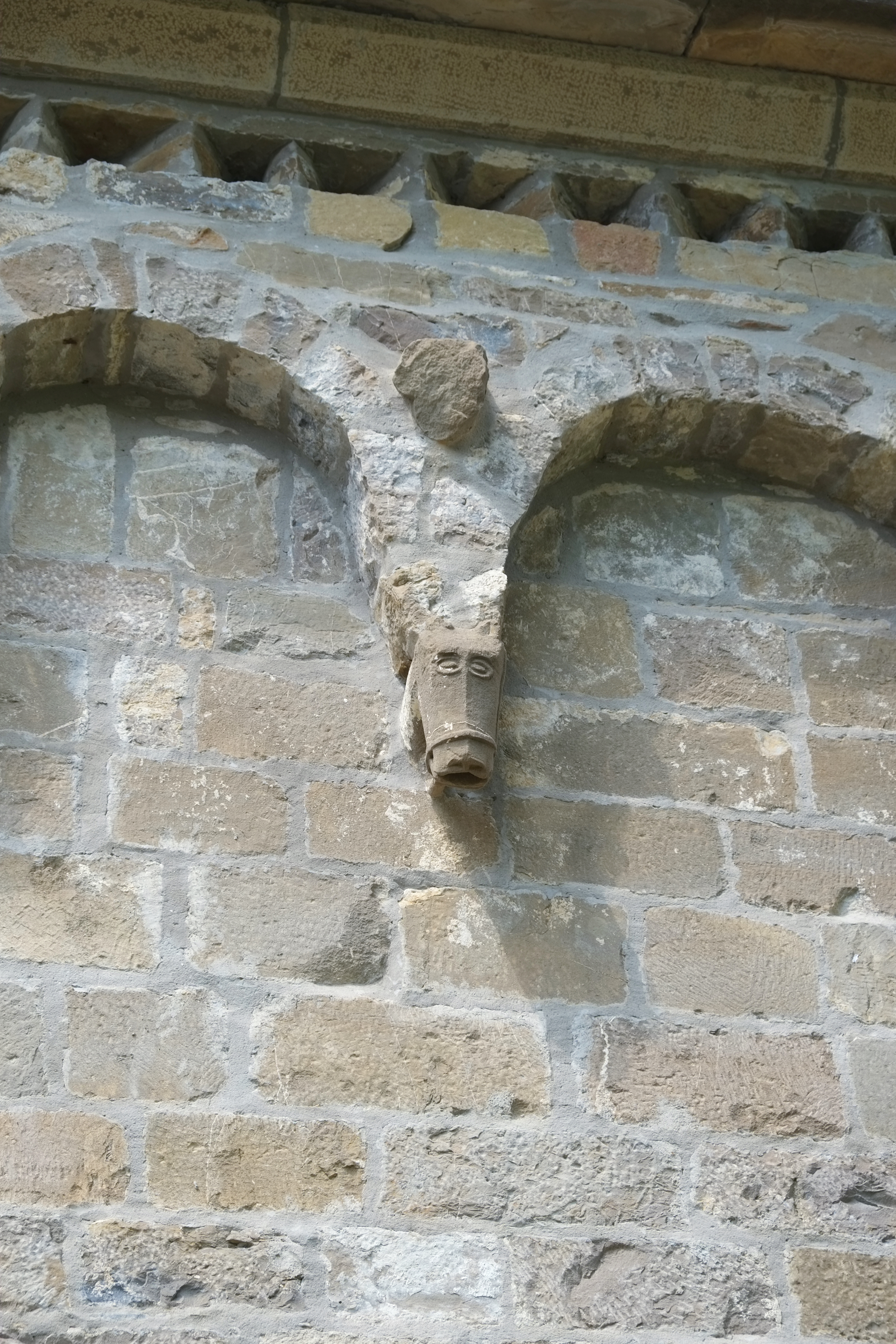
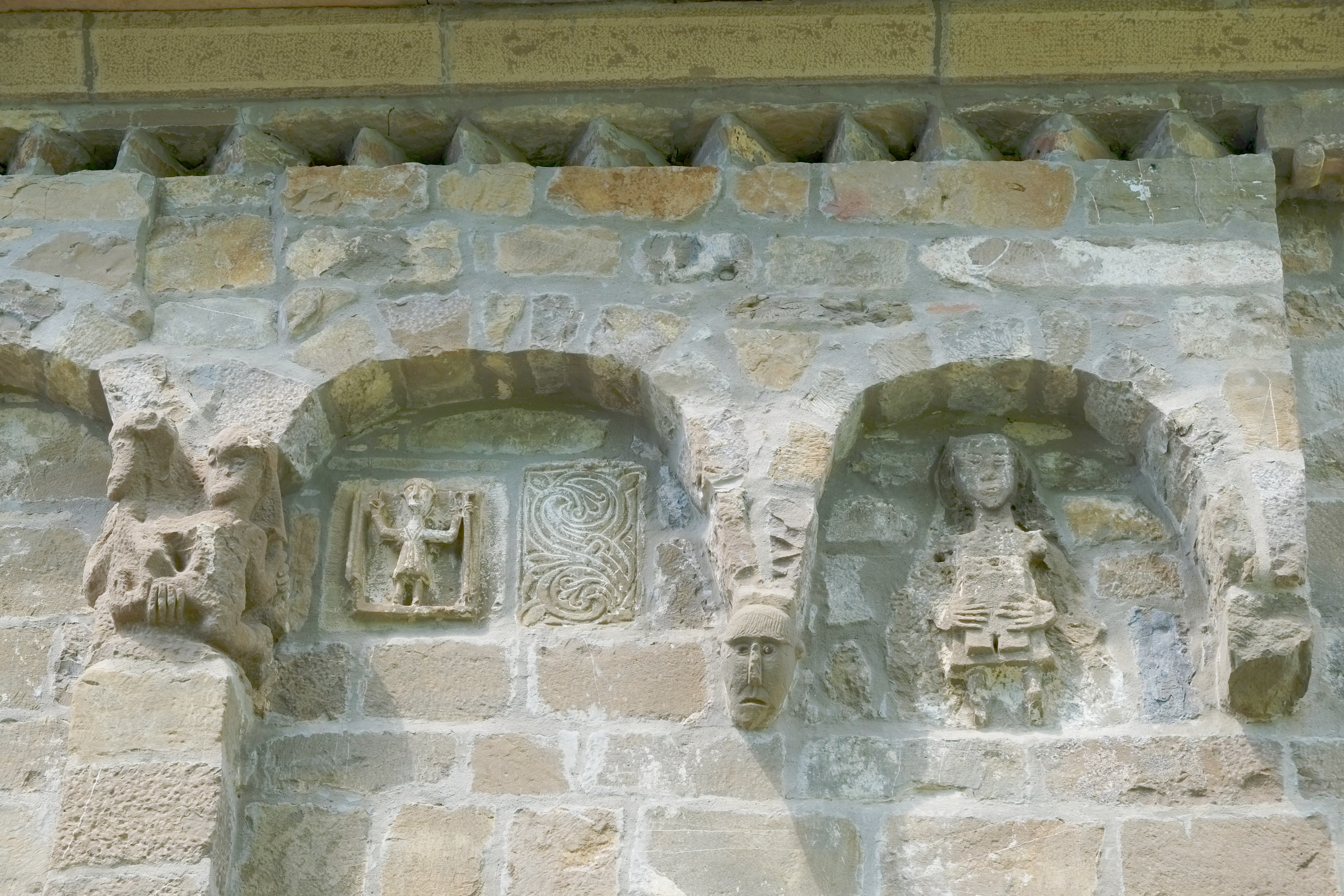
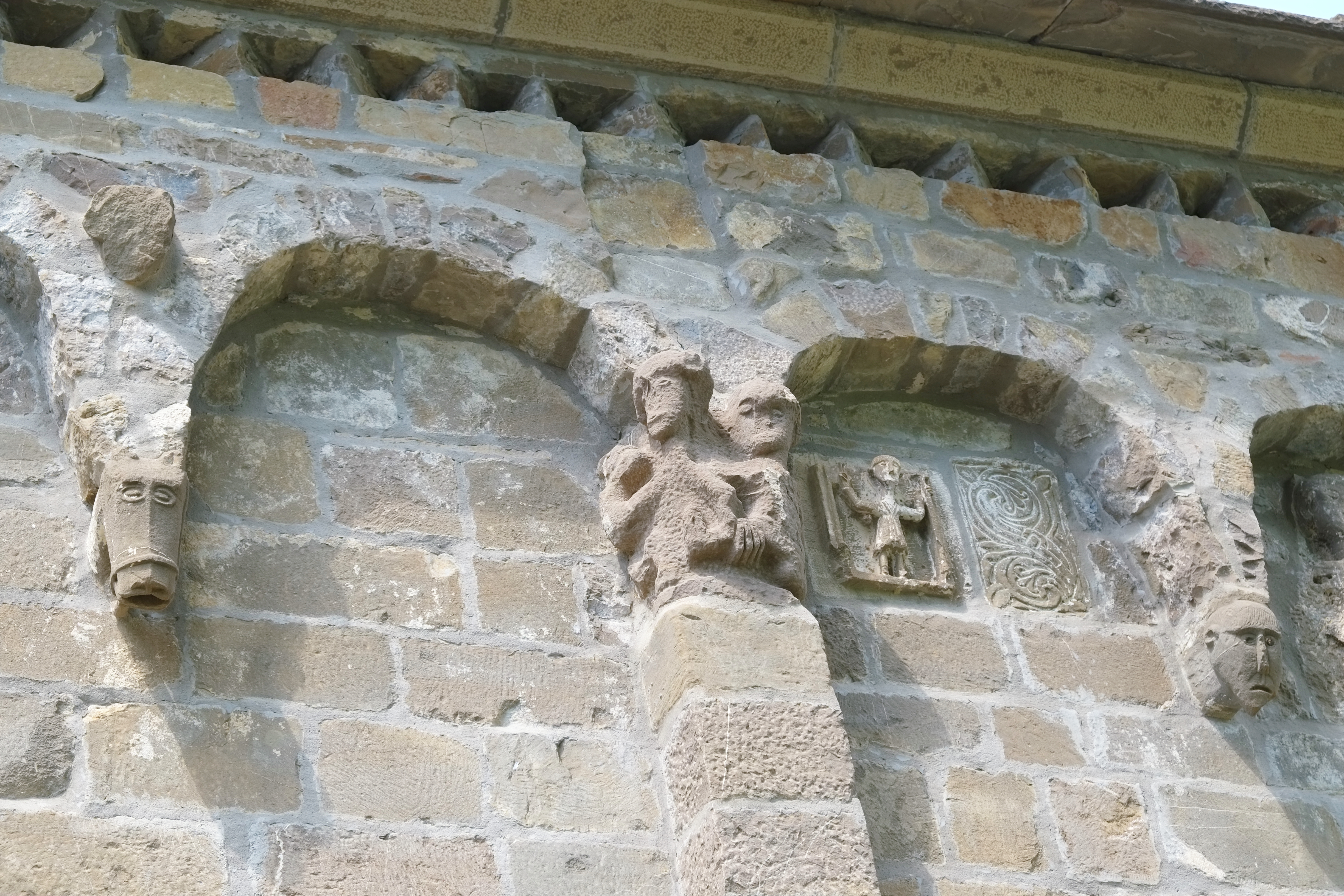